# Ilketshall St Margaret
Ilketshall St Margaret lub St. Margaret, Ilketshall – wieś i civil parish w Anglii, w Suffolk, w dystrykcie East Suffolk. W 2001 civil parish liczyła 151 mieszkańców. W civil parish znajduje się 16 zabytkowych budynków.